# Papyrus 92
- Papyrus
- Onciale
- Minuscules
- Lectionnaire

Le papyrus 92 (dans la numérotation Gregory-Aland), désigné par le sigle {\displaystyle {\mathfrak {P}}}92, (PNarmuthis 69.39a/229a) est un ancien papyrus du Nouveau Testament.

## Description
Le texte se présente sur vingt-sept lignes par page.
Le texte grec de ce codex est représentatif des textes alexandrins. {\displaystyle {\mathfrak {P}}}92 est très similaire au {\displaystyle {\mathfrak {P}}}46, au Codex Sinaiticus, et au Vaticanus.
Il est actuellement détenu par le musée égyptien du Caire (Inv. 69,39a + 69,229a) au Caire,.